# Iwan Banow
Iwan Nikołajewicz Banow (ros. Иван Николаевич Банов, ur. 16 sierpnia?/29 sierpnia 1916 w stanicy Tacynskaja w Obwodzie Wojska Dońskiego (obecnie w obwodzie rostowskim), zm. 9 lutego 1982 w Moskwie) – radziecki dowódca wojskowy i partyzancki, generał major, Bohater Związku Radzieckiego (1944).

## Życiorys
Po ukończeniu 7 klas szkoły uczył się w technikum rolniczym, pracował w stanicy maszynowo-traktorowej, później był sekretarzem kołchozowych organizacji komsomolskich, od października 1935 służył w Armii Czerwonej. W 1938 ukończył szkołę wojskową w mieście Ordżonikidze (obecnie Władykaukaz), był dowódcą plutonu szkoły pułkowej i pomocnikiem szefa wydziału sztabu 11 Korpusu Piechoty w Białoruskim Okręgu Wojskowym, we wrześniu 1939 brał udział w agresji ZSRR na Polskę. Do lipca 1940 był pomocnikiem szefa wydziału sztabu korpusu piechoty i pomocnikiem szefa sztabu pułku ds. wywiadu w Zachodnim Specjalnym Okręgu Wojskowym, później uczył się w Wyższej specjalnej Szkole Sztabu Generalnego Armii Czerwonej, od czerwca 1941 uczestniczył w wojnie z Niemcami w składzie grupy operacyjnej Zarządu Wywiadowczego Sztabu Generalnego Armii Czerwonej na Froncie Zachodnim, Centralnym i Briańskim, brał udział w rajdzie na tyły wroga. Jesienią 1941 przygotowywał partyzantów-dywersantów w Kursku, w grudniu 1941 w Jelcu założył oddział dywersyjny, wraz z którym do czerwca 1942 walczył na Froncie Briańskim. W sierpniu 1942 pod pseudonimem Iwan Cziornyj został zrzucony na spadochronie na tyły wroga w obwodzie homelskim jako pomocnik dowódcy oddziału partyzanckiego ds. wywiadu. Zorganizował wiele oddziałów partyzanckich połączonych później w zgrupowanie partyzanckie, organizował pracę dywersyjno-wywiadowczą w obwodzie baranowickim, pińskim i brzeskim, a od stycznia 1944 również na terytorium okupowanej Polski. Zorganizowane przez niego oddziały wysadziły wiele pociągów i mostów kolejowych i przeprowadziły wiele ataków na niemieckie garnizony. Od grudnia 1945 do czerwca 1946 był starszym pomocnikiem szefa wydziału wywiadowczego sztabu Północnej Grupy Wojsk w Legnicy, w 1949 ukończył Akademię Wojskową im. Frunzego, służył w Głównym Zarządzie Wywiadowczym Sztabu Generalnego Sił Zbrojnych ZSRR. Od lipca 1960 do marca 1962 był zastępcą szefa, potem szefem Radzieckiej Wojskowej Misji Łączności przy Sztabie Dowództwa Sił Amerykańskich w Niemczech, 1964–1967 zastępcą szefa 161 Centrum Przygotowania Specjalistów Wywiadu Wojskowego w Moskwie, od sierpnia 1967 do marca 1971 szefem Radzieckiej Wojskowej Misji Łączności przy Sztabie Dowództwa Sił Brytyjskich w Niemczech, później szefem Wydziału Rozpoznania Operacyjnego Akademii Wojskowo-Dyplomatycznej, w czerwcu 1977 zakończył służbę wojskową.

## Awanse
- porucznik (5 czerwca 1938)
- starszy porucznik (5 września 1940)
- kapitan (12 stycznia 1942)
- major (26 lipca 1943)
- podpułkownik (15 lutego 1944)
- pułkownik (22 czerwca 1950)
- generał major (21 lutego 1969)

## Odznaczenia
- Złota Gwiazda Bohatera Związku Radzieckiego (4 lutego 1944)
- Order Lenina (dwukrotnie - 20 stycznia 1943 i 4 lutego 1944)
- Order Czerwonego Sztandaru (30 grudnia 1956)
- Order Czerwonej Gwiazdy (15 listopada 1950)
- Order „Za służbę Ojczyźnie w Siłach Zbrojnych ZSRR” III klasy (30 kwietnia 1975)
- Medal „Za zasługi bojowe” (6 maja 1946)
- Medal „Partyzantowi Wojny Ojczyźnianej” II klasy (28 maja 1946)

I inne.